# كليوباترا (فلم 1917)
كليوباترا (بالإنجليزية: Cleopatra) كان فيلم أمريكي تاريخي دراما صامت أنتج في سنة 1917 بناء على رواية (كليوباترا) للأديب هنري رايدر هاجارد التي صدرت في سنة 1889، ومسرحيات كليوباترا التي كتبها إيميل مورو وفيكتورين ساردو، وأنطونيو و كليوباترا التي كتبها ويليام شكسبير، الفيلم بطولة ثيدا بارا في الدور الرئيسي وفريتز ليبر في دور يوليوس قيصر وثورستون هول في دور مارك أنتوني، الفيلم الآن يعتبر فيلم مفقود ولم يتبقى منه إلا ثواني معدودة.

## طاقم التمثيل
- ثيدا بارا - كليوباترا
- فريتز ليبر - يوليوس قيصر
- ثورستون هول - مارك أنتوني
- ألبرت روسكو - فارون
- هيرشيل مايال - فينتيديس
- دوروثي دراك - تشارميان
- ديل دانكان - أيريس
- هنري دي فريس - أوكتافياس قيصر
- آرت أكورد - كافرين
- هيكتور في سارنو - رسول
- جينيفيف بلين - أوكتيفيا

## وصلات خارجية
- مقالات تستعمل روابط فنية بلا صلة مع ويكي بيانات
- Cleopatra at SilentEra
- Cleopatra (1917) surviving footage على يوتيوب